# سامباجی
سامباجی (سامباجیراجه شیواجیراجه بونسل، تلفظ مراتی: [saːmˈbʱaːdʑiː ˈbʱos(ə)le] ؛ ۱۴ مه ۱۶۵۷ – ۱۱ مارس ۱۶۸۹)، همچنین با نام شامبوراجه شناخته می‌شود ، از سال ۱۶۸۱ تا ۱۶۸۹ به عنوان دومین پادشاه ( چاتراپاتی ) امپراتوری مراتا ، ایالتی برجسته در اوایل هند مدرن ، حکومت کرد . او پسر ارشد شیواجی ، بنیانگذار امپراتوری مراتا بود

## زندگینامه

### اوایل زندگی
سامباجی در قلعه پوراندار از شیواجی ، از قبیله مراتا چاتراپاتی ، و همسر اولش سایبای ، که در دو سالگی او درگذشت، متولد شد. سپس او توسط مادربزرگ پدری‌اش ، جیجابای، بزرگ شد .  در سن نه سالگی، سمباجی به عنوان گروگان سیاسی برای اطمینان از رعایت پیمان پوراندار که شیواجی در 11 ژوئن 1665 با گورکانیان امضا کرده بود، نزد راجا جای سینگ اول از امبر فرستاده شد . در نتیجه این پیمان، سمباجی به منصب‌دار مغول تبدیل شد .  او و پدرش شیواجی در 12 مه 1666 در دربار امپراتور مغول، اورنگ زیب ، در آگرا حضور یافتند . اورنگ زیب هر دوی آنها را در حبس خانگی قرار داد، اما آنها در 22 ژوئیه 1666 فرار کردند.  با این حال، دو طرف در دوره 1666-1670 با هم آشتی کردند و روابط صمیمانه‌ای داشتند.
در دوره بین سال‌های ۱۶۶۶ تا ۱۶۶۸، اورنگ زیب در ابتدا عنوان راجا را که شیواجی از طرف امپراتوری مغول، پس از فشار شاهزاده معظم ، به دست آورده بود، رسماً به رسمیت شناخت . اورنگ زیب به دوستی شاهزاده معظم و شیواجی و سمباجی با سوءظن زیادی نگاه می‌کرد.  با وساطت معظم، سمباجی نیز به رتبه منصب‌دار مغول با ۵۰۰۰ سواره نظام بازگردانده شد. شیواجی سپس سمباجی را به همراه ژنرال پراتاپرائو گجار برای خدمت تحت نظر شاهزاده معظم که نایب‌السلطنه مغول در اورنگ‌آباد و معاون دیلرخان بود، فرستاد. سمباجی در ۴ نوامبر ۱۶۶۷ از شاهزاده معظم در اورنگ‌آباد دیدن کرد و سپس به بهانه جمع‌آوری مالیات، حق تصرف زمین در برار به او اعطا شد . پس از اقامتی کوتاه، سمباجی به راجگاد بازگشت، در حالی که افسران نماینده مراتهه همچنان در اورنگ‌آباد اقامت داشتند. در این دوره، مراتاها تحت فرماندهی سمباجی در کنار مغولان تحت فرماندهی معظم علیه سلطنت بیجاپور جنگیدند .

### ازدواج
سامباجی در یک ازدواج سیاسی با جیوبای ازدواج کرد و طبق رسم مراتا، نام یسوبای را برای خود برگزید . جیوبای دختر پیلاجی شیرکه بود که پس از شکست دشموک سوریاجی سوروه که جانشین قبلی شیواجی بود، به خدمت او درآمده بود. بدین ترتیب، این ازدواج به شیواجی دسترسی به منطقه کمربند ساحلی کنکان را داد .  یسوبای دو فرزند داشت، دختری به نام باوانی بای و سپس پسری به نام شاهو اول که بعدها چاتراپاتی پادشاهی مراتا شد. طبق گفته مآسیر عالمگیری ، دختران سمباجی و برادرش راجارام با اشراف مغول ازدواج کردند. 

### دستگیری و پیوستن به گورکانیان
شیواجی بزرگ، پسرش سمباجی را در سال ۱۶۷۸ در قلعه پانهالا زندانی کرد. خافی خان، نویسنده معاصر ، اظهار داشت که زندانی شدن او به دلیل رفتارهای شخصی از جمله ادعای بی‌مسئولیتی و اعتیاد به "لذت‌های نفسانی" بوده است.  نظریه دیگری حاکی از آن است که سمباجی به دلیل "تلاش برای تجاوز به همسر یک برهمن" در پانهالا زندانی شده است.  پس از بازگشت شیواجی از لشکرکشی جنوبی خود، سمباجی را در ساجانگاد مستقر کرد ، به این امید که نگرش دومی را بهبود بخشد. سمباجی، اگرچه به ماتا (راهبان هندو) و اعمال آنها احترام می‌گذاشت، اما در پیروی از آن روال منظم مهارت نداشت. ارتباطی بین سمباجی و دیلر خان ، که اکنون تنها فرد مسئول امور مغول در جنوب داخان بود، از قبل برقرار شده بود. در ۱۳ دسامبر ۱۶۷۸، سمباجی به همراه همسرش فرار کرد و به مدت یک سال به دیلرخان پیوست، و با همراهان کوچکی که داشت، ساجانگاد را با هدف رسیدن به پدگائون، اردوگاه مغول‌ها، ترک کرد. پس از این، او با رتبه هفت هزار زات به یک اشراف‌زاده مغول تبدیل شد و عنوان راجا توسط اورنگ زیب به او اعطا شد.  او بعداً به قلعه بوپالگاد که تحت کنترل مراتاها بود و در خدمت مغول‌ها بود، حمله کرد . پس از بازگشت، او در پنهالا [ توسط چه کسی؟ ] تحت بازداشت خانگی قرار گرفت .
به گفته مورخ استوارت ان. گوردون ، شیواجی نمی‌خواست سمباجی جانشین او شود. برای این منظور، او پیشنهادی برای تقسیم پادشاهی خود بین دو پسرش ارائه داد، به طوری که سمباجی مناطق تازه به دست آمده کارناتاک و گینگی ساحلی را دریافت کند، در حالی که قرار بود مناطق مرکزی ماهاراشترا به راجا رام داده شود.  جادونات سرکار بیان می‌کند که گفته می‌شود سمباجی، که از این موضوع آزرده خاطر شده بود، پس از نامه‌های خان که به سمباجی قول داده بود در صورت پیوستن به او، با حمایت مغول‌ها حق خود را پس بگیرد، به مخالفت با پدرش پیوست. با این حال، سمباجی بعداً به دنبال رفتار بی‌پروای دیلر خان به جمع مراتا بازگشت. او همچنین اظهار می‌کند که بسیاری از منابع تاریخی اولیه در مورد سمباجی قابل بحث هستند، زیرا توسط افرادی نوشته شده‌اند که با او دشمنی داشته‌اند.  گاجانان مهندیل دلیل جدایی سمباجی از پدرش را نامشخص می‌داند

## سلطنت
هنگامی که شیواجی در هفته اول آوریل 1680 درگذشت، سمباجی هنوز در قلعه پانهالا اسیر بود. برخی از سرداران بانفوذ از جمله وزرای آناجی داتو و دیگر وزرا، با حمایت سویارابای ، علیه سمباجی توطئه کردند تا از جانشینی سمباجی جلوگیری کنند.  سویارابای، بیوه شیواجی و نامادری سمباجی، پس از مرگ شوهرش، پسر ده ساله این زوج، راجارام، را در 21 آوریل 1680 بر تخت سلطنت نشاند.  با شنیدن این خبر، سمباجی نقشه فرار خود را کشید و در 27 آوریل پس از کشتن فرمانده قلعه، قلعه پانهالا را تصرف کرد. در 18 ژوئن، او کنترل قلعه رایگاد را به دست گرفت . سمباجی رسماً در 20 ژوئیه 1680 به تخت سلطنت نشست. راجارام، همسرش جانکی بای و مادرش سویارابای زندانی شدند. کمی پس از آن، سویارابای و آناجی داتو با استفاده از شاهزاده تبعیدی مغول، اکبر، نقشه دیگری علیه سامباجی کشیدند. شاهزاده، سامباجی را از این نقشه مطلع کرد و سپس سویارابای، خویشاوندانش از خانواده شیرکه و آناجی داتو را به اتهام توطئه اعدام کرد

## لشکرکشی‌ها و درگیری‌های نظامی
کمی پس از به تخت نشستن، سمباجی لشکرکشی‌های نظامی خود را علیه کشورهای همسایه آغاز کرد. حمله سمباجی به برهانپور و پناه دادن به شاهزاده اکبر، پسر فراری اورنگ زیب، او را مجبور کرد تا به همراه ارتش مغول به سمت جنوب حرکت کند.

### حمله به برهانپور
نوشتار اصلی: غارت برهانپور (۱۶۸۱)
بهادر خان مسئول قلعه برهانپور بود که بعدها این مسئولیت را به کاکر خان سپرد. کاکر وظیفه جمع‌آوری مالیات جزیه از شهروندان هندوی برهانپور را بر عهده داشت. جزیه در قلعه برهانپور جمع‌آوری و ذخیره می‌شد. سمباجی در سال 1680 برهانپور را غارت و ویران کرد. نیروهای او پادگان مغول را کاملاً شکست دادند و اسیران را به طرز وحشیانه‌ای اعدام کردند. مراتهه‌ها سپس شهر را غارت کردند و بنادر آن را به آتش کشیدند. سپس سمباجی به بغلان عقب‌نشینی کرد و از نیروهای فرمانده مغول، خان جهان بهادر، گریخت. 

### امپراتوری گورکانیان
در سال 1681، محمد اکبر، پسر چهارم اورنگ زیب، به همراه چند تن از هواداران مسلمان منصبدار، دربار مغول را ترک کرد و به شورشیان مسلمان در دکن پیوست.  اورنگ زیب در پاسخ، دربار خود را به جنوب، به اورنگ آباد، منتقل کرد و فرماندهی لشکرکشی دکن را به دست گرفت. شورشیان شکست خوردند و اکبر به جنوب گریخت تا به سمباجی پناه ببرد. وزرای سمباجی، از جمله آناجی داتو، و دیگر وزرا از این فرصت استفاده کردند و دوباره برای به تخت نشاندن راجارام توطئه کردند. آنها نامه‌ای خیانت‌آمیز علیه سمباجی امضا کردند که در آن قول پیوستن به اکبر، که نامه برای او ارسال شده بود، را دادند.  اکبر این نامه را به سمباجی داد.  سمباجی که خشمگین شده بود، توطئه‌گران را به اتهام خیانت اعدام کرد. 
اکبر به مدت پنج سال نزد سمباجی ماند، به این امید که او به او نیرو و پول قرض دهد تا به تاج و تخت مغول حمله کند و آن را برای خود تصاحب کند. متأسفانه برای سمباجی، اعطای پناهندگی به اکبر نتیجه‌ای نداشت. در نهایت، سمباجی به اکبر کمک کرد تا به ایران فرار کند . از سوی دیگر، اورنگ زیب پس از آمدن به دکن هرگز به پایتخت خود در شمال بازنگشت. 

#### محاصره رامسی (۱۶۸۲)
نوشتار اصلی: محاصره رامسی
در سال 1682، مغول‌ها قلعه مراتا در رامسج را محاصره کردند ، اما پس از پنج ماه تلاش ناموفق، از جمله کاشت مین‌های انفجاری و ساخت برج‌های چوبی برای تصرف دیوارها، محاصره مغول‌ها شکست خورد. 
اورنگ زیب سعی کرد از همه جهات به امپراتوری مراتهه حمله کند. او قصد داشت از برتری عددی مغول‌ها به نفع خود استفاده کند. سمباجی برای این تهاجمات به خوبی آماده شده بود و نیروهای مراتهه به سرعت با ارتش قدرتمند مغول در چندین نبرد کوچک با استفاده از تاکتیک‌های جنگ چریکی درگیر شدند. با این حال، سمباجی و ژنرال‌هایش هر زمان که فرصتی برای فریب ژنرال‌های مغول به نبردهای سرنوشت‌ساز در سرزمین‌های مستحکم مراتهه به دست می‌آوردند، به آنها حمله کرده و آنها را شکست می‌دادند. سمباجی استراتژی‌ای برای به حداقل رساندن تلفات در جبهه خود ابداع کرده بود. اگر فرصتی پیش می‌آمد، ارتش مراتهه قاطعانه حمله می‌کرد، اما اگر مغول‌ها از نظر تعداد خیلی قوی بودند، مراتهه‌ها عقب‌نشینی می‌کردند. این استراتژی بسیار مؤثر بود زیرا ژنرال‌های اورنگ زیب به مدت سه سال نتوانستند سرزمین‌های مراتهه را تصرف کنند. 

#### تهاجم مغول‌ها به کنکان (۱۶۸۴)
نوشتار اصلی: تهاجم مغول‌ها به کنکان (۱۶۸۴)
اورنگ زیب سپس تصمیم گرفت مستقیماً از شمال و جنوب به قلعه رایگاد، پایتخت مراتا، حمله کند . او تلاشی گازانبری برای محاصره پایتخت مراتا انجام داد که منجر به حمله مغول‌ها به کنکان (1684) شد . مغول‌ها به دلیل استراتژی مراتا و آب و هوای نامساعد منطقه به شدت شکست خوردند. این شکست‌ها اورنگ زیب را مجبور کرد تا از امپراتوری مراتا روی برگرداند و به دنبال موفقیت در برابر سلسله قطب شاهی و سلسله عادل شاهی باشد. در زمان سمباجی (1680-1689) مراتاها در غرب هند مستقر شدند. 

### سیدی‌های جنجیرا
نوشتار اصلی: محاصره جانجیرا
مراتاها به رهبری شیواجی با سیدی‌ها ، مسلمانانی از تبار حبشی که در هند ساکن شده بودند، بر سر کنترل سواحل کونکان درگیر شدند. شیواجی توانست حضور آنها را تا قلعه جانجیرا ، جزیره‌ای مستحکم در مورود ، کاهش دهد . [ نیازمند منبع ] سمباجی به لشکرکشی مراتا علیه آنها ادامه داد، در حالی که در آن زمان سیدی‌ها با مغول‌ها متحد شدند.  در آغاز سال 1682، یک ارتش مراتا که بعداً سمباجی شخصاً به آن پیوست، به مدت سی روز به جزیره حمله کرد و خسارات سنگینی وارد کرد، اما نتوانست استحکامات آن را بشکند. سپس سمباجی با حیله‌ای سعی کرد گروهی از مردم خود را به سمت سیدی‌ها بفرستد و ادعا کرد که آنها فراری هستند. آنها به قلعه راه داده شدند و قصد داشتند در طول حمله قریب‌الوقوع مراتا، مخزن باروت را منفجر کنند . با این حال، یکی از فراریان زن با یک مرد سیدی درگیر شد و او نقشه را کشف کرد و نفوذی‌ها اعدام شدند. سپس مراتهه‌ها تلاش کردند تا یک گذرگاه سنگی از ساحل به جزیره بسازند، اما در نیمه راه با حرکت ارتش مغول برای تهدید ریگاد، متوقف شدند. سامباجی برای مقابله با آنها بازگشت و نیروهای باقی مانده او نتوانستند بر پادگان جانجیرا و ناوگان سیدی که از آن محافظت می‌کردند، غلبه کنند. 

### پرتغالی ها و انگلیسی ها
نوشتار اصلی: تهاجم مراتاها به گوا (۱۶۸۳)
سامباجی که در سال 1682 نتوانست جانجیرا را تصرف کند، فرماندهی را برای تصرف قلعه ساحلی پرتغالی‌ها، آنجادیوا، فرستاد . مراتهه‌ها قلعه را تصرف کردند و به دنبال تبدیل آن به یک پایگاه دریایی بودند، اما در آوریل 1682 توسط یک گروه 200 نفره پرتغالی از قلعه بیرون رانده شدند. این حادثه منجر به درگیری بزرگتری بین دو قدرت منطقه‌ای شد. 

مستعمره پرتغالی گوا در آن زمان، تدارکات را برای مغول‌ها فراهم می‌کرد، به آنها اجازه می‌داد از بنادر پرتغالی در هند استفاده کنند و از قلمرو آنها عبور کنند.  سمباجی برای انکار این حمایت از مغول‌ها، با 20000 سرباز مراتا به سرزمین‌های پرتغالی باردز و سالست حمله کرد. طبق روایتی از پدر فرانسیسکو د سوزا، مراتاها کلیساها را غارت، ویران و به زنان مسیحی تجاوز کردند. پس از اتمام غارت، بسیاری از مردان، زنان و کودکان را با خود بردند و بعداً آنها را به اعراب و هلندی‌ها فروختند.  جادونات سارکار خاطرنشان می‌کند که مراتاها به خاطر تجاوز گروهی به زنان در طول تهاجمات، از جمله حمله به گوا تحت رهبری سمباجی، بدنام بودند. او با نقل روایتی معاصر از این رویداد، این موضوع را شرح می‌دهد. 
این دشمنان چنان وحشی بودند که وقتی زنی در نظرشان بسیار زیبا (به معنای واقعی کلمه، بهترین) جلوه می‌کرد، پنج یا شش نفر از آنها با همخوابگی با آن زن، به او تجاوز می‌کردند. تاکنون در هیچ جای دیگر هند، و حتی در میان کافری‌ها (سیاه‌پوستان) چنین وحشیگری دیده نشده است. به همین دلیل، بسیاری از زنان مارگائون... خود را به استخرها می‌انداختند و در آنجا بر اثر غرق شدن جان خود را از دست می‌دادند. برخی دیگر که شجاعانه در برابر نیات شهوانی برخی از سربازان دشمن مقاومت می‌کردند، با ضربات شمشیر کشته می‌شدند و سینه برخی دیگر بریده می‌شد.
اوضاع برای استعمارگران چنان وخیم شد که نایب‌السلطنه پرتغالی، فرانسیسکو د تاوورا، کنده د آلور، به همراه حامیان باقی‌مانده خود به کلیسای جامعی که سردابه سنت فرانسیس خاویر در آن نگهداری می‌شد، رفت و در آنجا برای رهایی دعا کرد. نایب‌السلطنه تابوت را باز کرد و باتوم، اعتبارنامه سلطنتی و نامه‌ای مبنی بر درخواست حمایت از سنت به بدن سنت فرانسیس خاویر داد. لشکرکشی سامباجی به گوا با ورود ارتش و نیروی دریایی مغول در ژانویه 1684 متوقف شد و او را مجبور به عقب‌نشینی کرد.  عقب‌نشینی ناگهانی سامباجی از گوا به عنوان نتیجه "شفاعت معجزه‌آسا"ی سنت ذکر شده است. 
در همین حال، در سال ۱۶۸۴، سامباجی با درک نیاز خود به سلاح و باروت انگلیسی‌ها، به ویژه به این دلیل که کمبود توپخانه و مواد منفجره آنها مانع از توانایی مراتهه‌ها در محاصره استحکامات می‌شد، یک معاهده دفاعی با انگلیسی‌ها در بمبئی امضا کرد. با این تقویت، سامباجی به تصرف پراتاپگاد و مجموعه‌ای از قلعه‌ها در امتداد گات‌ها ادامه داد . [ کدام؟ ]

### میسور
نوشتار اصلی: جنگ مراتا-میسور (۱۶۸۲)
سامباجی، بسیار شبیه به لشکرکشی پدرش شیواجی به کارناتاکا، در سال 1681 تلاش کرد تا به میسور ، که در آن زمان یک امیرنشین جنوبی تحت حکومت وودیار چیکادِواراجا بود، حمله کند . ارتش بزرگ سامباجی دفع شد،  همانطور که در سال 1675 برای شیواجی اتفاق افتاد .  چیکادِوراجا بعداً در طول درگیری‌های 1682-1686 با پادشاهی مراتا پیمان بست و خراج پرداخت کرد. با این حال، چیکادِوراجا شروع به نزدیک شدن به امپراتور مغول کرد و از پیروی از پیمان‌های خود با مراتاها دست کشید. در پاسخ، سامباجی در سال 1686 به همراه دوست برهمن و شاعرش کاوی کالاش به میسور حمله کرد . 

### مراتا دشموک‌ها
سمباجی در طول سلطنت کوتاه خود، به ویژه پس از سقوط بیجاپور و گلکنده در سال‌های 1686-1687، با تلاش‌های مغول‌ها برای جذب بسیاری از دشموک‌های مراتا به سمت خود مواجه شد. فرارها تا پایان سلطنت او رایج شده بود؛ به گفته استوارت گوردون، او در طول درگیری با پرتغالی‌ها با «آتش زدن روستاها برای جلوگیری از رساندن آذوقه به گوا» خانواده‌های دشموک را «به شدت از خود بیگانه» کرده بود.  خانواده‌های دشموک که در طول سلطنت سمباجی به خدمت مغول‌ها پیوستند ، مانه ، شیرکه ، جاگدال و یاداو بودند. همچنین مواردی مانند خانواده جده وجود داشت که یک برادر به خدمت مغول‌ها پیوست و دیگری به سمباجی وفادار ماند. 
در سال ۱۶۸۳، سمباجی از شاهزاده اکبر مطلع شد که جناح مخالف او در حال توطئه برای ارائه پادشاهی خود به اکبر در ازای حمایت او علیه سمباجی است. پس از این، سمباجی ۲۴ نفر از اعضای خانواده‌های بانفوذ از جمله وزرای ارشد دولت که در این توطئه دست داشتند را محاکمه و اعدام کرد

## دستگیری، شکنجه و اعدام
نوشتار اصلی: اعدام سامباجی
در نبرد وای در سال ۱۶۸۷ ، فرمانده کلیدی مراتاها، هامبیرائو موهیته، کشته شد و سربازان شروع به ترک ارتش مراتا کردند. سمباجی و ۲۵ نفر از مشاورانش در فوریه ۱۶۸۹ در درگیری در سنگامشوار توسط نیروهای مغول مقرب خان اسیر شدند. مقامات مراتا نزدیک به او، مواضع سمباجی را جاسوسی کردند و این اطلاعات را به مقرب خان منتقل کردند . روایت‌های رویارویی سمباجی با حاکم مغول و شکنجه و اعدام بعدی او و همچنین از بین بردن جسدش، بسته به منبع، بسیار متفاوت است، اگرچه همه به طور کلی موافقند که او به دستور امپراتور شکنجه و اعدام شده است. سمباجی و کاوی کلاش اسیر شده به قلعه بهادرگاد در پِدگائون در منطقه احمدنگر امروزی برده شدند، جایی که اورنگ زیب با پوشیدن لباس دلقک آنها را تحقیر کرد و مورد توهین سربازان مغول قرار گرفتند. 
روایت‌ها در مورد دلایل اتفاقات بعدی متفاوت است: روایت‌های مغولی بیان می‌کنند که از سمباجی خواسته شد تا قلعه‌ها، گنجینه‌ها و نام‌های همدستان مغول خود با مراتهه‌ها را تسلیم کند و او با توهین به امپراتور و پیامبر اسلام، حضرت محمد، در طول بازجویی، سرنوشت خود را رقم زد و به جرم کشتن مسلمانان اعدام شد.  علمای امپراتوری مغول ، سمباجی را به اتهام جنایاتی که سربازانش علیه مسلمانان در برهانپور مرتکب شده بودند، از جمله غارت، قتل، بی‌آبرویی و شکنجه، به اعدام محکوم کردند. 
اورنگ زیب دستور شکنجه و اعدام سمباجی و کاوی کالاش را داد. به گفته خافی خان و ایشوار داس ناگار، سمباجی و کاوی کالاش ابتدا با آهن داغ کور شدند.  هر دو در 11 مارس 1689 در تولاپور در سواحل رودخانه بهیما در نزدیکی پونا با سر بریدن اعدام شدند.  برخی روایت‌ها بیان می‌کنند که جسد سمباجی تکه تکه شده و به رودخانه انداخته شده یا جسد یا بخش‌هایی از آن دوباره گرفته شده و در محل تلاقی رودخانه‌ها در تولاپور سوزانده شده است.  روایت‌های دیگر بیان می‌کنند که بقایای سمباجی به سگ‌ها خورانده شده است. 

## جانشینی
با مرگ سمباجی، پادشاهی مراتا دچار هرج و مرج شد و برادر ناتنی کوچکترش، راجارام اول، تاج و تخت را به دست گرفت. راجارام پایتخت مراتا را به جنوب، به جینجی منتقل کرد ، در حالی که جنگجویان چریکی مراتا تحت فرماندهی سانتاجی غورپاده و داناجی جادهاو به آزار و اذیت ارتش مغول ادامه دادند. چند روز پس از مرگ سمباجی، قلعه رایگاد، پایتخت ، به دست مغولان افتاد. یسوبای، بیوه سمباجی و ساکواربای ، بیوه شیواجی، اسیر شدند. ساکواربای در اسارت مغولان درگذشت.  شاهو، که در زمان اسارت هفت ساله بود، از فوریه 1689 تا مرگ امپراتور مغول اورنگ زیب در سال 1707، به مدت 18 سال در اسارت مغولان باقی ماند. سپس شاهو توسط امپراتور محمد اعظم شاه ، پسر اورنگ زیب، آزاد شد . پس از آزادی، شاهو مجبور شد جنگ کوتاهی بر سر جانشینی با عمه‌اش تارابای ، بیوه راجارام که مدعی تاج و تخت برای پسر خودش، شیواجی دوم، بود، داشته باشد.  مغول‌ها یسوبای را اسیر نگه داشتند تا مطمئن شوند که شاهو به شرایط آزادی‌اش پایبند است. او در سال 1719، زمانی که مراتاها تحت فرمان شاهو و پیشوا بالاجی ویشوانات قوی شدند، آزاد شد . 